# Maison Gomin
La maison Gomin est un bâtiment de style château construit en 1931 et situé à Québec. Elle a abrité un établissement de détention pour femmes de 1931 à 1992. Depuis 2008, elle appartient à la société Athos services commémoratifs qui l'utilise comme complexe funéraire.

## Histoire

### 1931-1992: Prison

#### Refuge Notre-Dame-de-la-Merci
En 1929, le gouvernement du Québec autorise la construction de la première prison pour femmes au Québec sur une terre agricole du village de Sainte-Foy. Le bâtiment est dessiné par l'architecte Raoul Chênevert (1889-1951). Le gouvernement opte pour un style château afin « de créer un décor qui ennoblit une façade derrière laquelle se vit une dure réalité ». La prison est inaugurée le 24 octobre 1931 sous le nom de Refuge Notre-Dame-de-la-Merci,,.

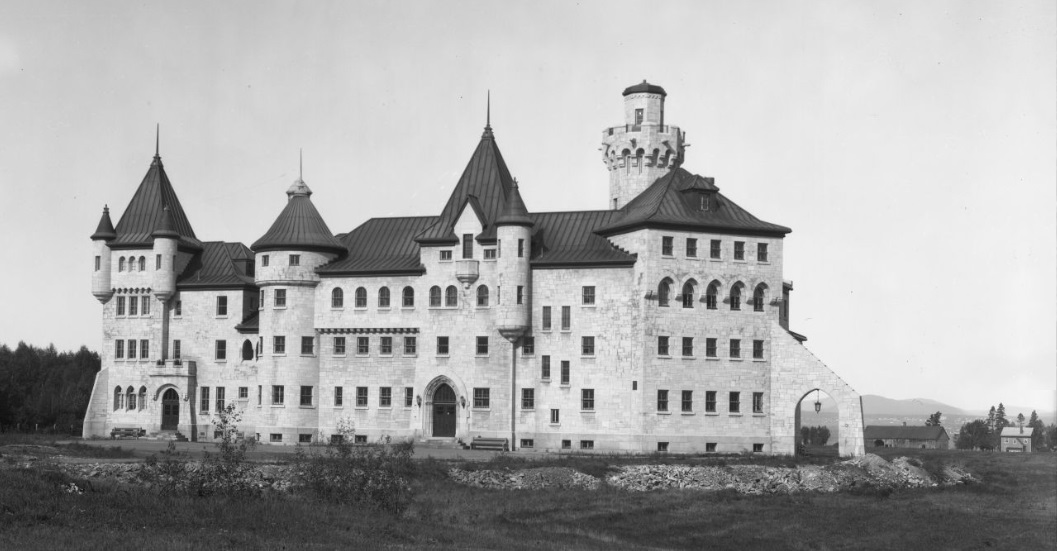
Le Refuge Notre-Dame-de-la-Merci en 1936.

Les 11 premières prisonnières arrivent le 23 décembre 1931. La prison peut alors accueillir une dizaine de religieuses (quartier ouest). Le quartier est accueille une vingtaine de détenues, pour une capacité totale d'une centaine de détenues. Les détenues ont accès à des ateliers de couture, tricot, moulage, tissage, ... Des programmes d'apprentissage et de réinsertion professionnelle voient le jour. Dans les années 1960, les religieuses visent à améliorer les conditions de vie des détenues. Des certificats de "compétences domestiques" sont délivrées.
En 1932, 206 nouvelles prisonnières sont incarcérées dans la prison. Jusqu'à sa fermeture, une moyenne de 200 prisonnières ont rejoint la prison chaque année. Pourtant, le centre ne contenait jamais plus de 25 détenues au même moment.

#### Maison Gomin
En 1968, le centre est renommé maison Gomin en mémoire d'Anet Gomin, chirurgien et propriétaire du terrain où est bâtie la nouvelle prison, puis en 1972, le ministère de la Justice reprend la gestion de la prison aux mains des Sœurs du Bon-Pasteur. Une religieuse demeure directrice de l'établissement jusqu'en 1973, et une autre agente de la paix jusqu'en 1992. L'établissement carcéral ferme ses portes en 1992 et les détenues sont transférées à la prison d'Orsainville.

### Depuis 2008: Complexe funéraire
La maison Gomin est ensuite abandonnée pour plusieurs années. La commission des affaires sociales, qui est chargée de l'entretien des lieux, tente pendant plusieurs années de louer les murs. La société Loto-Québec est un temps intéressée. En 2001, la municipalité confère le statut de site patrimonial à la maison Gomin. En 2004, la finalité de l'usage du bâtiment abandonné est toujours débattue par la municipalité.
En septembre 2007, les travaux de construction d'un immeuble d'appartements dans le parc de la maison démarrent.
Le château est renové avec un budget de 7,5 millions de dollars canadiens et rouvre ses portes le 13 octobre 2008, alors que les troisième et quatrième étages sont encore en rénovation. Les 280 portes et fenêtres sont changées. La façade est remise à neuf. L'intérieur est remodelé sur un ton épuré. Un accès 24/24 aux colombariums est ouvert et des sépultures écologiques sont proposées. Un budget supplémentaire de 19 millions de dollars canadiens est débloqué pour la construction d'un bâtiment de 72 appartements sur le terrain. Deux parcs sont aussi aménagés sur le terrain, dont un qui appartient à la ville (parc Anet-Gomin). L'ancienne prison est aménagée en espace d'exposition de l'entreprise funéraire Athos,.

## Description
La maison Gomin est de plan irrégulier. Certaines parties de l'édifice atteignent 4 étages. Le toit est en cuivre. Les murs sont en béton, et recouverts de pierres de taille. la tour de guet est octogonale.
Le bâtiment compte 280 portes et fenêtres.
Dans le parc de la maison Gomin, les jardins Gomin accueillent un immeuble d'appartements de luxe.

## Hommages
Le chemin Gomin a été nommée en l'honneur des propriétaires d'origine du terrain, en 1924, dans la ville de Québec.

## Galerie

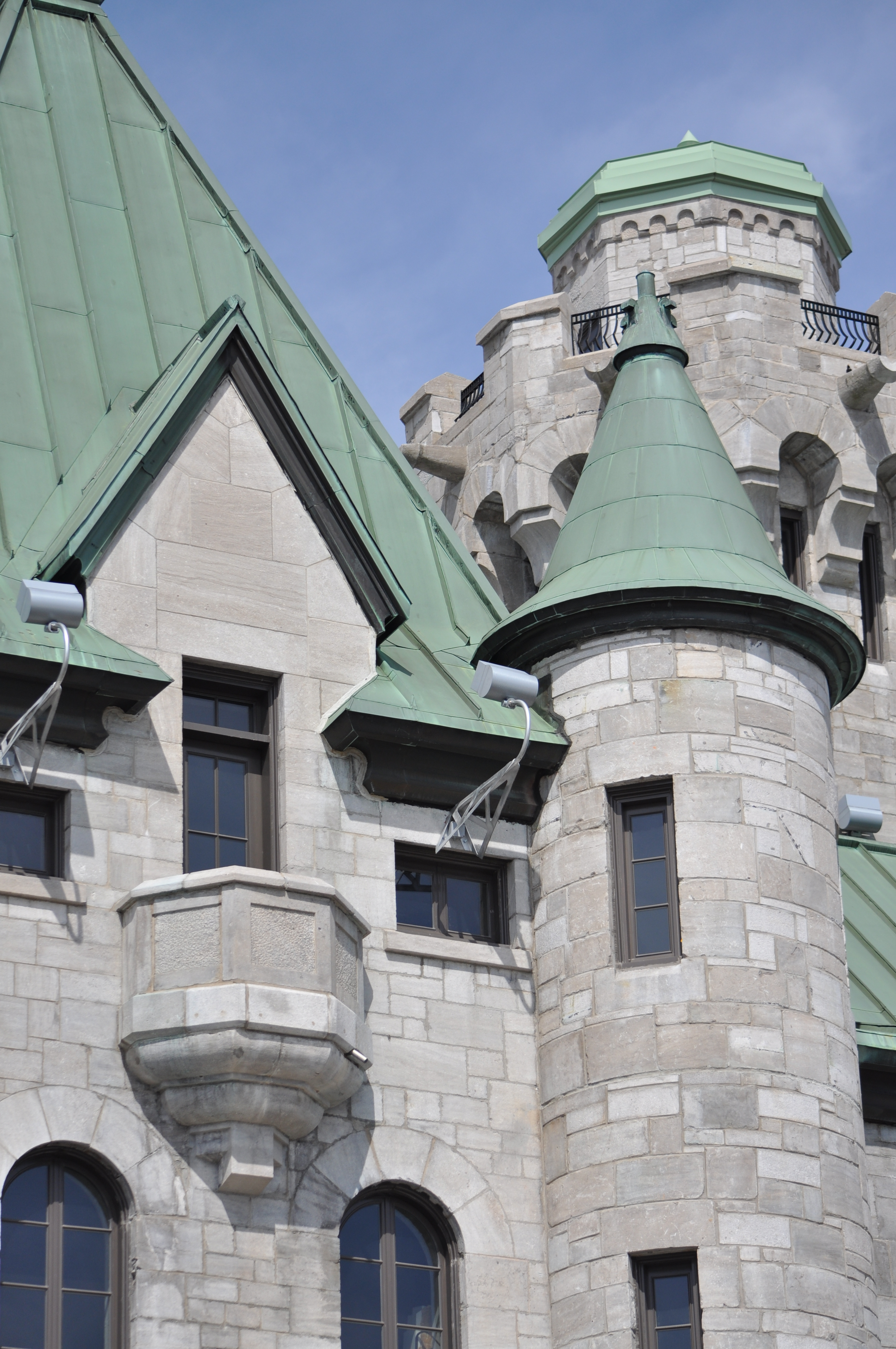
Élément de la façade
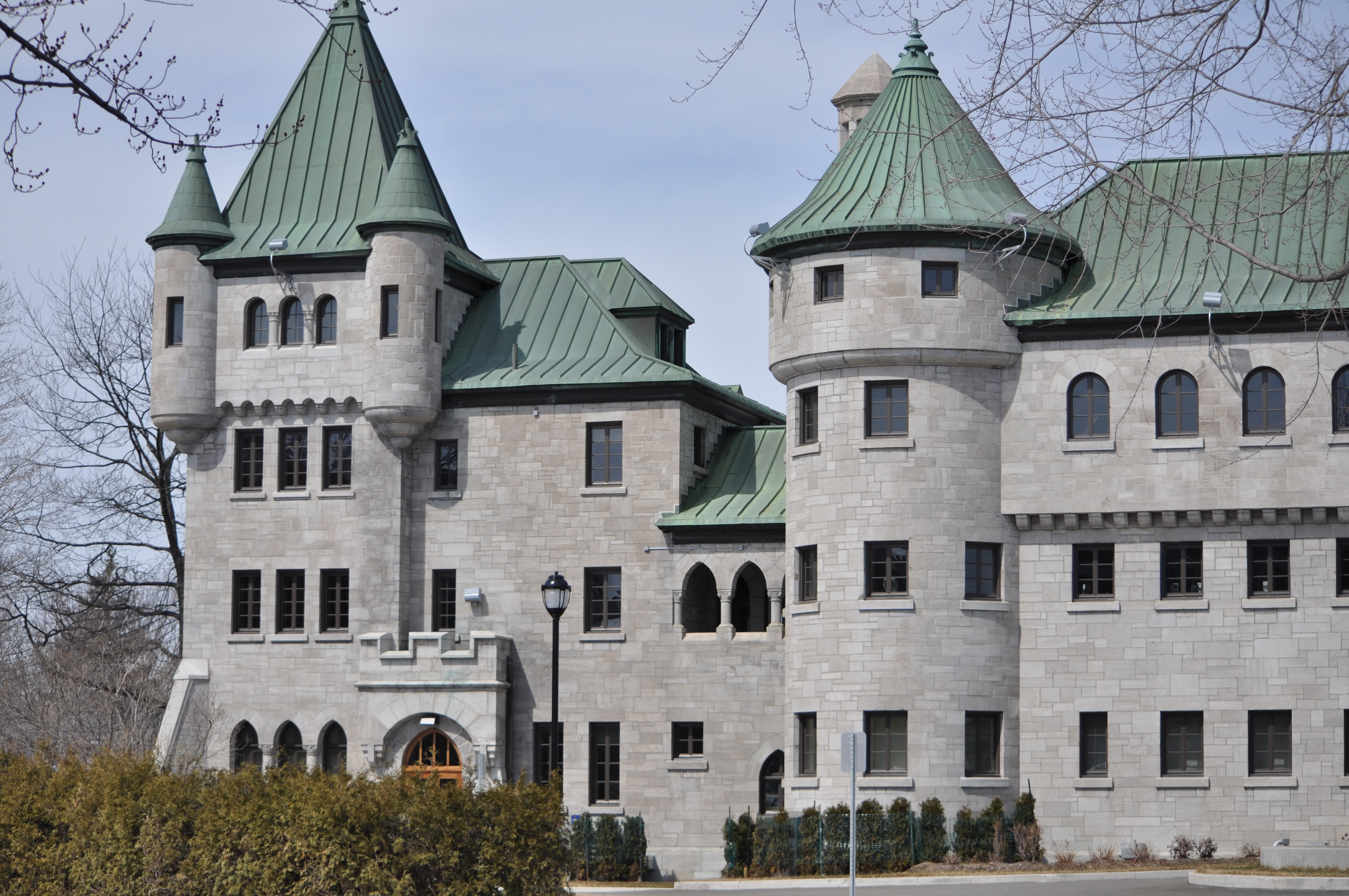
Façade
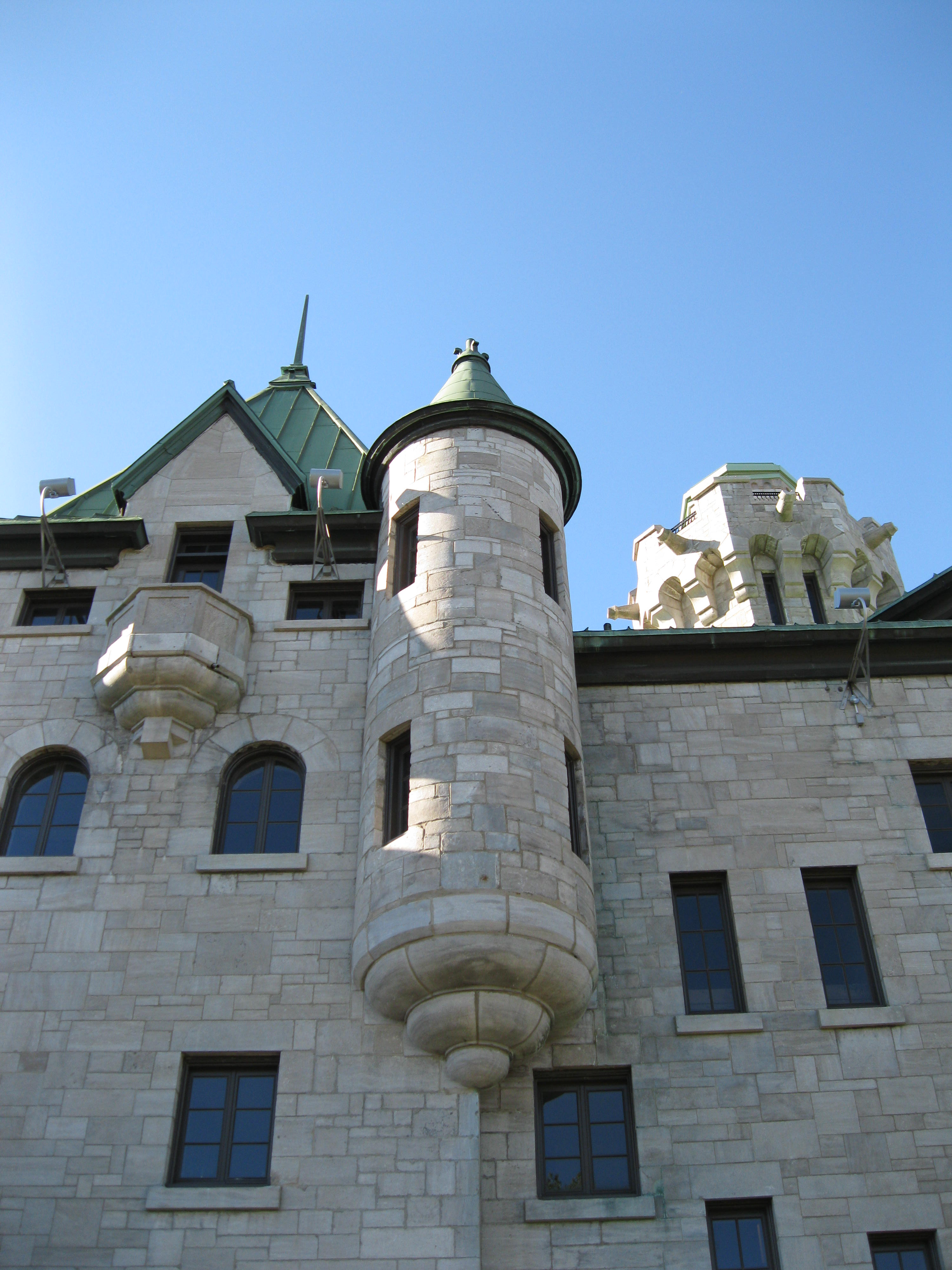
Éléments de la façade
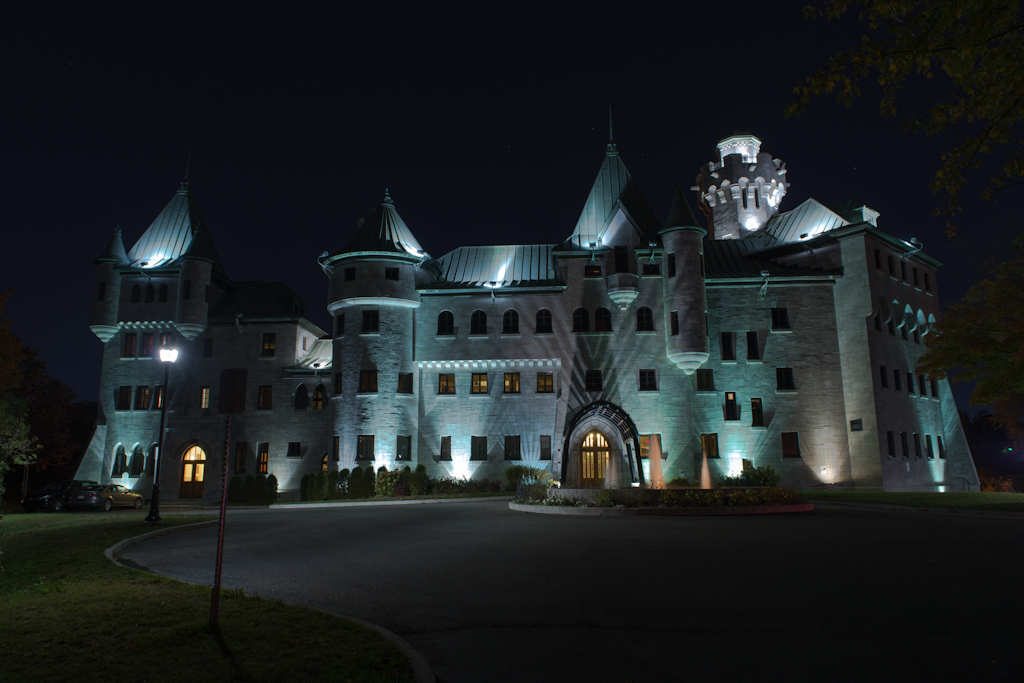
Façade illuminée la nuit